# Aimé Piton
Pour les articles homonymes, voir Piton (homonymie).
Aimé Charles Piton, né le 25 juillet 1883 à Épinal (Vosges) et décédé le 24 mars 1925 à Neuilly-sur-Marne (Seine-Saint-Denis), est un homme politique français.

## Biographie
Aimé Piton est né le 25 juillet 1883 à Épinal d'un chef d'équipe de la Compagnie des chemins de fer de l'Est, qui meurt dans un accident de travail en 1904, et d'une brodeuse. Il ne fréquente que l'école primaire et apprend le métier de tailleur. Il commence comme ouvrier tailleur avant de se mettre à son compte à Épinal.
Il est alors un militant très actif du mouvement ouvrier et collabore avec l'imprimeur Célestin Pernot et Louis Lapicque. En juin 1902, la Fédération des syndicats ouvriers vosgiens ouvre son premier congrès et commence à publier un hebdomadaire, L'Ouvrier vosgien. Aimé Piton y écrit des articles et en 1903, il constitue un groupe socialiste à Épinal. Un premier congrès départemental est organisé en décembre de l'année suivante et fonde l'Union socialiste vosgienne dont Piton devient le secrétaire fédéral. Entre 1907 et 1914, Piton représente le parti aux congrès nationaux de la Section française de l'Internationale ouvrière. Il devient d'ailleurs le délégué de sa fédération au conseil national à partir de 1908. Il est alors un socialiste modéré.
Aimé Piton continue sa collaboration à L'Ouvrier vosgien mais publie aussi une brochure de vulgarisation politique, Le Socialisme à l'atelier et aux champs. Il parcourt le département en donnant des conférences et en proposant des réunions de débats avec des adversaires politiques. Des sections socialistes locales sont fondées. En 1914, sa fédération compte environ 500 membres et se situe à la 36e place au niveau départemental.
Le 17 septembre 1911, pendant le coup d'Agadir, Piton organise avec le Parti socialiste alsacien un rassemblement franco-allemand pour défendre la paix qui réunit plusieurs milliers de personnes.
À partir de 1906, il se présente à chaque élection comme candidat du parti socialiste, d'abord aux législatives de 1906 dans la première circonscription de Saint-Dié où il obtient 4,26 % des suffrages exprimés. Il se présente à une élection cantonale partielle en février 1908 pour le canton de Raon-l'Étape et obtient 5,3 % des voix. Il est ensuite candidat aux élections municipales d'Épinal en mai. Il est à nouveau battu. En avril 1910, il se présente cette fois dans la seconde circonscription de Saint-Dié et obtient 18,82 % des voix. Il se désiste au second tour en faveur du candidat radical sortant Henri Schmidt. Il affronte à nouveau Henri Schmidt en juillet aux cantonales à Gérardmer : il est  son seul adversaire et obtient 45,30 % des voix. Il se représente aux municipales de 1912 à Épinal et parvient à être élu. Il est alors le seul socialiste dans un conseil progressiste. Aux cantonales de 1913, il se présente dans le canton d'Épinal et n'obtient que 6,66 % des voix. En 1914, il se présente à nouveau aux législatives dans la seconde circonscription de Saint-Dié contre Schmidt et obtient 20,4 %, mais perd des voix avec 2 416. Cette fois, il reste au second tour pour protester le vote de Schmidt pour la loi portant le service militaire à trois ans. Il n'obtient au second tour que 17 %, soit 2 058 voix.
En août 1914, il est mobilisé dans le service auxiliaire en raison de sa constitution fragile. Il est finalement définitivement réformé en octobre 1916. Il devient alors rédacteur au journal parisien L'Humanité où il assure la chronique parlementaire puis celle du mouvement ouvrier. Il se marie à Paris avec Alice Bourgoin en 1918.
Après l'armistice, il retrouve son poste de secrétaire fédéral de l'Union socialiste vosgienne, qui se renomme Fédération socialiste des Vosges. Il fonde un nouvel hebdomadaire, Le Courrier des Vosges, qui paraît à partir du 2 mars 1919 et dont il devient le rédacteur en chef. Il y signe un éditorial jusqu'en novembre et y participe ensuite de manière plus épisodique. Il se présente en effet aux législatives de 1919 comme tête de liste de la Fédération et se retrouve élu avec 16,94 % des suffrages. Il est alors le seul socialiste parmi les sept parlementaires. Il renonce finalement à se représenter aux municipales.
Dans la Chambre, il est discret. Lors du Congrès de Tours, il s'aligne sur la position de Léon Blum et refuse l'adhésion à la Troisième Internationale. Au sein même de sa Fédération, sa position est minoritaire et il se retrouve contesté, notamment après l'échec des grèves de 1920 et de 1921 dans les usines textiles qu'il n'aurait pas assez soutenues. On le qualifie de « réformiste » et il perd son poste de secrétaire fédéral. En octobre, il tombe gravement malade et doit s'abstenir pendant trois mois. Il ne revient à la vie publique qu'en mai 1922 pour une tournée de conférences dans les Vosges. Il est à ce moment toujours en conflit avec la direction de la Fédération vosgienne et de son journal. Il organise un congrès fédéral extraordinaire le 6 août 1922 à Épinal. Il parvient à évincer son adversaire, le secrétaire fédéral Louis Renaux, lequel conserve cependant le contrôle du journal. Piton l'attaque frontalement le 9 septembre 1922 dans le journal de la SFIO, Le Populaire. Il fonde à nouveau un journal, Les Vosges socialistes, qui paraît entre le 2 septembre 1922 et le 4 août 1924 dans lequel il commence immédiatement un affrontement avec Le Courrier des Vosges.
Lors de la fondation du Cartel des gauches, Piton hésite sur la conduite à tenir, alors que Louis Renaux a fondé en novembre 1923 le Parti socialiste des Vosges avec pour volonté de faire le lien entre SFIO et SFIC tout en ne s'affiliant à aucun des deux. Le 9 février 1924, Renaux provoque un congrès du Parti socialiste autonome des Vosges, dont le but est de créer une entente socialiste chargée de mener l’action électorale aux côtés des radicaux. Le lendemain, Piton assiste au congrès du Parti radical des Vosges et semble être pressenti pour figurer sur la liste commune. Cependant, il refuse de prendre de décision sans l'accord de son parti. La Fédération rejette la proposition du Parti radical et conduit une liste autonome.
Pendant ce temps, l'état de santé de Piton se dégrade au point qu'il doit renoncer à toute activité politique. Le Parti radical, pour remplacer Piton se tourne vers Renaux qui accepte mais n'est pas élu.